# Haji Wright
Haji Amir Wright (* 27. März 1998 in Los Angeles, Kalifornien) ist ein US-amerikanischer Fußballspieler auf der Position des Stürmers, der bei Coventry City unter Vertrag steht. Wright ist in der Offensive variabel einsetzbar. Favorisiert agiert er als Mittelstürmer, kann aber auch auf beiden Flügeln spielen. Er ist US-amerikanischer A-Nationalspieler.

## Vereinskarriere
Wright schloss sich 2012 der Nachwuchsakademie von LA Galaxy an und nahm im Sommer 2014 an einem Probetraining beim deutschen Fußballverein FC Schalke 04 teil. Am 30. März 2015 unterschrieb er einen Vertrag bei New York Cosmos. Sein Debüt erfolgte am 28. Mai 2015 im Lamar Hunt U.S. Open Cup beim 3:0-Sieg gegen Jersey Express. Dort gelang ihm eine Torvorlage. Seinen ersten Einsatz in der North American Soccer League absolvierte er am 26. Juli 2015, als er beim Spiel gegen Indy Eleven eingewechselt wurde. Es folgten zwei weitere Spiele. In diesem Wettbewerb blieb Wright aber ohne Torbeteiligung. Während dieser Zeit spielte er auch bei New York Cosmos B in der National Premier Soccer League. Am Ende der Saison 2015 verließ er New York Cosmos wieder.
2016 nahm der FC Schalke 04 Wright als A-Jugend-Spieler unter Vertrag. Er erhielt am 15. April 2016 die Spielberechtigung. Zur Saison 2017/18 wurde sein bis zum 30. Juni 2020 laufender Vertrag in einen Profivertrag umgewandelt und er rückte in den Kader der ersten Mannschaft auf, mit der er die Vorbereitung absolvierte.
Um Spielpraxis zu sammeln, wurde Wright für die Saison 2017/18 an den Zweitligisten SV Sandhausen ausgeliehen. Insgesamt kam er in 15 Ligaspielen zum Einsatz, in denen er einen Treffer erzielte.
Zur Saison 2018/19 kehrte Wright zum FC Schalke 04 zurück und gehörte seither dem Kader der zweiten Mannschaft an, die in der fünftklassigen Oberliga Westfalen antritt. Nachdem sich die Stürmer der Profimannschaft Breel Embolo und Mark Uth verletzt hatten, wurde Wright von Domenico Tedesco im November 2018 in den Kader der ersten Mannschaft hochgezogen. Am 24. November 2018 debütierte er als Einwechselspieler in der Bundesliga. Am 19. Dezember 2018 erzielte Wright bei einer 1:2-Heimniederlage gegen Bayer 04 Leverkusen in seinem vierten Bundesligaeinsatz sein erstes Bundesligator. Insgesamt kam Wright in dieser Spielzeit auf 7 Bundesliga (ein Tor) und 22 Oberligaeinsätze (14 Tore). Mit der zweiten Mannschaft wurde er Meister und stieg in die Regionalliga West auf.
Zur Saison 2019/20 wechselte Wright ablösefrei zum niederländischen Erstligisten VVV-Venlo, bei dem er einen Einjahresvertrag mit einer Option auf eine weitere Spielzeit unterschrieb. Der US-Amerikaner absolvierte 22 Ligaspiele (kein Tor, ein Assist), ein Pokalspiel sowie sechs Spiele für die Nachwuchsmannschaft (5 Tore) der VVV. Im Anschluss an die Spielzeit, die Venlo als Tabellendreizehnter beendete und welche aufgrund der COVID-19-Pandemie vorzeitig abgebrochen worden war, gab der Verein bekannt, keinen Gebrauch von der Verlängerungsoption gemacht zu haben.
Anschließend wurde er am 2. August 2020 vom dänischen Erstligisten SønderjyskE Fodbold verpflichtet. Hier erzielte Wright in 29 Saisonspielen insgesamt elf Treffer und hatte großen Anteil am Klassenerhalt. Nach internen Unstimmigkeiten verliehen ihn die Dänen im Sommer 2021 für eine Saison zu Antalyaspor in die Türkei. Nach Ablauf der Leihe verpflichtete der türkische Erstligist den Spieler fest. Dort wurde der Stürmer ebenfalls Stammspieler sowie Leistungsträger; sowohl in der Saison 2021/22 mit 14 Toren in 32 Spielen sowie 2022/23 mit 15 Toren in 28 Spielen wurde er jeweils der beste Torschütze seiner Mannschaft. Nach zwei Jahren in der Türkei schloss sich Wright im Sommer 2023 dem englischen Zweitligisten Coventry City an, bei dem er sich ebenfalls als Stammspieler durchsetzen konnte. In seiner ersten Saison gelangen ihm 16 Treffer in 44 Einsätzen, womit er die meisten Tore der Mannschaft erzielen konnte.

## Nationalmannschaft
Wright nahm 2012 an Lehrgängen der U14-Nationalmannschaft der USA teil und kam 2013 bei Länderspielen der U15-Nationalmannschaft zum Einsatz. Mit der U17-Nationalmannschaft nahm er an der CONCACAF U17-Meisterschaft 2015 teil und qualifizierte sich dort für die U17-Weltmeisterschaft 2015 in Chile. Dort kam er in allen drei Gruppenspielen zum Einsatz, blieb aber torlos. Er konnte das frühe Ausscheiden in der Gruppenphase seiner Mannschaft nicht verhindern. Seinen ersten Einsatz für die U18-Nationalmannschaft absolvierte er am 11. Juli 2015 beim Freundschaftsspiel gegen Uruguay. Zuletzt absolvierte Wright im März 2019 im Rahmen von zwei Testspielen für die U23 der USA Partien für Nachwuchsnationalmannschaften. Im Juni 2022 debütierte er in einem Freundschaftsspiel gegen Marokko für die A-Nationalmannschaft.

## Erfolge
- Meister der Oberliga Westfalen und Aufstieg in die Regionalliga West: 2019 (mit dem FC Schalke 04 II)